# Laurent Cabasso
Laurent Cabasso, né à Suresnes le 25 août 1961, est un pianiste français.

## Biographie
Laurent Cabasso naît le 25 août 1961 à Suresnes.
Il commence le piano avec Désiré N'Kaoua puis étudie au Conservatoire de Paris avec Ventsislav Yankoff, Christian Ivaldi et Jean Hubeau, jusqu'à obtenir un 1er prix de piano en 1979 et un 1er prix prix de musique de chambre en 1980. Il se perfectionne ensuite avec Nikita Magaloff, György Sándor, György Sebök, Maria Curcio et Norbert Brainin. En 1982, il obtient le 3e prix du Concours Géza Anda de Zurich. Il est également lauréat des concours internationaux Alex De Vries à Anvers en 1977, Concours de Tokyo en 1983 et Concours Clara Haskil à Vevey en 1987.
Comme interprète, Laurent Cabasso mène une carrière internationale de soliste et musicien chambriste, se produisant en Europe, au Japon et aux États-Unis, notamment.
En tant que pédagogue, il est professeur au conservatoire à rayonnement régional de Strasbourg dès 1993, ainsi que professeur-assistant au Conservatoire national supérieur de musique de Paris à partir de 1996. Depuis 2016, il enseigne également au Conservatoire national supérieur de musique de Lyon,.
Laurent Cabasso fait partie des soixante pianistes ayant participé au concert historique de l'intégrale de la musique pour piano de Frédéric Chopin organisé à l'occasion du bicentenaire de la naissance du compositeur en 2010 donné au Tarmac à Châteauroux et salle Pleyel à Paris,, joué sur piano grand queue de concert Pleyel P280.
A l'occasion du récital de piano solo qu'il donne en novembre 2013 salle Gaveau avec au programme notamment la sonate D 537 de Franz Schubert, le grand queue de concert no 5 Gaveau fait grâce à lui un retour ponctuel remarqué,.

## Discographie
Laurent Cabasso enregistre pour Valois/Naïve, Harmonia Mundi, RCA/BMG, Integral Classic, Ligia Digital, Maguelone et Skarbo.

### Piano solo
- Franz Schubert, Sonates pour piano D 537 et 959 (août 1989, Valois V4630) (BNF 38189965)
- Prokofiev, Sonate pour piano nos 1 et 7 ; Visions fugitives op 22 (octobre 1991, Valois V4655) (OCLC 658303158) — Grand prix du disque de l’Académie du disque français[8]
- Schumann, Fantasiestücke, Kreisleriana, Nachtstücke, Bunte Blätter, Gesänge der Frühe (Naïve)[9],[8] (OCLC 53235573)
- Beethoven, Sonates pour piano nos 16, 17 et 18 (mai 1995, Valois) (OCLC 658600400)
- Beethoven, Variations Diabelli ; Schubert : Fantaisie Wanderer, Variation sur une valse de Diabelli (avril 2011, Naïve)[10] (OCLC 812506927)
- Liszt, L'Œuvre pour orgue : œuvres originales et transcriptions : Mazeppa ; Les préludes ; Orphée ; Prométhée - avec (23-26 juin 1998, Ligia Digital)[11],[8] (OCLC 1011279816)
- Bach, Complete toccatas, 2021, Paraty[12],[3] (OCLC 1273545424)

### Musique de chambre
- Chostakovitch et Prokofiev, Sonates pour violoncelle - avec Sonia Wieder-Atherton, violoncelle (septembre 1992, Valois)[13],[8] (OCLC 891091722)
- Schubert (Introduction et variations pour flûte et piano sur le lied « Trockne Blumen ») ; Weber (Sonate pour flûte et Trio pour flûte, piano et violoncelle) - avec Philippe Bernold, flûte ; Jean-Guihen Queyras, violoncelle (septembre 1994, coll. « Nouveaux interprètes » Harmonia Mundi) (OCLC 421633867)
- Lekeu et Pierné, Sonates pour violon - avec Marianne Piketty, violon (février 2003, Maguelone)[14] (OCLC 842252917)
- Panorama de la flûte : Martin, Ballade pour flûte et piano ; Béla Bartók, Suite Paysanne Hongroise (arr. Paul Arma) ; Hindemith, Sonate en si  majeur pour flûte et piano - avec Sophie Cherrier, flûte (2004, Skarbo) (OCLC 59006759)
- Gabriel Pierné, L'Œuvre pour violon et piano - avec Gaëtane Prouvost, violon (2006, Integral Classic INT 221)[15]
- Farrenc, L'Œuvre pour violon et piano - avec Gaëtane Prouvost, violon (2008, Integral Classic INT 221.161)[16] (OCLC 872173883)